# ウェストサイド・ハイウェイ
ウエストサイド・ハイウェイ (West Side Highway) は、ニューヨーク州道9号線 (NY 9A) のうち、マンハッタン72丁目からハドソン川沿いにマンハッタン南部を走る高速道路である。公式名称はジョー・ディマジオ・ハイウェイ (Joe DiMaggio Highway) である。この高速道路は現在はほとんどの区間で（高架や地下ではなく）地上を走っているが、もとはウエストサイド高架ハイウェイであった。ウエストサイド高架ハイウェイは、1929年から1951年の間に建設されたが、メンテナンス不足により1973年に閉鎖され、1989年に解体された。"ウエストサイド・ハイウェイ"という呼び名は、特に交通情報を伝える報道機関によって、よく間違って用いられるが、この道路の72丁目より北は正式にはヘンリー・ハドソン・パークウェイという名称である。
現在のハイウェイは2001年に完成したが、アメリカ同時多発テロ事件によるダメージが残っているために部分的に再建が必要となっている。この道路は、ウエストサイド高架ハイウェイが建設される前から存在した地上の通り、ウエスト・ストリート (West Street) 、11番街および12番街 (Twelfth Avenue) を高速道路に改築して利用している。現存する12番街は129丁目から138丁目のリバーサイド・ドライブ高架橋の下を走る短い区間のみである。

## ルート

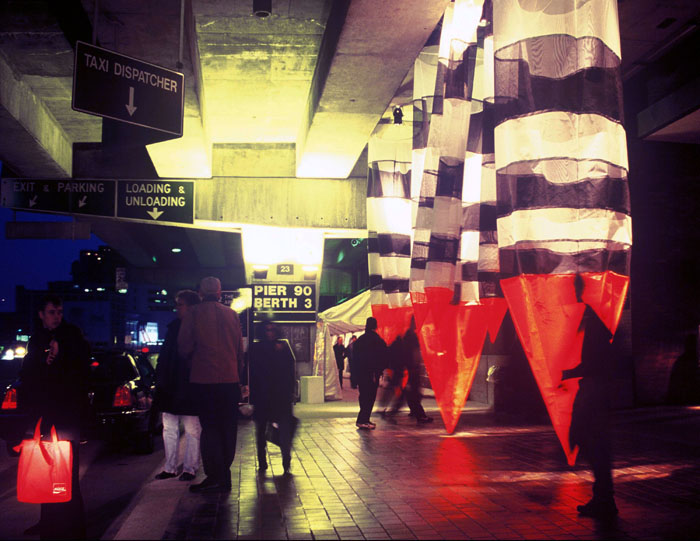
en:Janet EchelmanによるRoadside Shrine II（道路沿いの祠）アート

この高速道路は6-8車線の都市大通りである。最北の区間の59丁目から72丁目までは（ここからヘンリー・ハドソン・パークウェイという名前に変わる）、今もアムトラックによって使用されている線路に隣接する以前の車両基地の上に高架化されている。トラックとバスは地上道路のみを走行することが許されている。
アーモリー・ショーの野外インスタレーションで、アメリカ人アーティストen:Janet Echelmanは彼女の彫刻Roadside Shrine II（道路沿いの祠）をウエストサイド・ハイウェイのピア90と88の下面に設置した。ビニルコートされたポリエチレンメッシュの円錐は夜中にイルミネーションとして輝き、訪問者が手を挙げてタクシーを止めるたびに風にはためいていた。

## 歴史

### デス・アベニュー
ウエストサイド・ハイウェイが建設される以前、ハドソン川沿いの道路はドックおよびフェリーに向かって道を横切る車でとてもごった返していた。22丁目では、ほとんどの交通が11番街沿いを北へ向かっていたが、11番街に沿ってニューヨーク・セントラル鉄道のウエストサイド線 (West Side Line) も走っており、電車と車の衝突による事故が多発していたため、デス・アベニュー (死のアベニュー、Death Avenue) として知れ渡っていた。

### ミラーの高架ウエストサイド・ハイウェイ
詳細はen:West Side Elevated Highwayを参照
1920年代に、ウエストサイドに高速道路を建設する様々な提案がなされた。マンハッタン区長en:Julius Millerはいずれかの提案を直ちに実行に移すべきだとし、最終的にウエストサイド高架ハイウェイの計画を推して、この道路には彼の名前が付けられた。建設は1929年に始まり、キャナル・ストリートから西72丁目までに区間は1937年に完成し、ブルックリン＝バッテリー・トンネルまで"南方への拡張"は1951年に完成した。

## 主要インターセクション
地上道路であるにも関わらず、多くの同一平面のインターセクションと信号機を持ち、インターセクションのいくつかには出口番号 (en) が与えられている。
| 場所                       | 総距離 (km) | 出口 | 行き先                                                                                           | 備考         |
| -------------------------- | ----------- | ---- | ------------------------------------------------------------------------------------------------ | ------------ |
| バッテリーパークシティ     | 0.00        | 1    | FDRドライブ北方面                                                                                |              |
| バッテリーパークシティ     | 0.00        | 2    | ブルックリン＝バッテリー・トンネル (I-478) からI-278 – ブルックリン                              |              |
| トライベッカ               |             | 3    | キャナル・ストリートからI-78 / ホランド・トンネル                                                |              |
| グリニッジ・ヴィレッジ     | 3.91        | 4    | 10番街                                                                                           |              |
| チェルシー                 | 5.34        | 5    | 30丁目からリンカーン・トンネルまで (NY 495; 車専用)                                              |              |
| ヘルズ・キッチン           | 7.50        | 6    | 西40丁目（北行き） / 西42丁目（南行き）からリンカーン・トンネルまで (NY 495; トラック、バス専用) |              |
| ヘルズ・キッチン           |             | 7    | 西56丁目 / 西57丁目（北行き）                                                                    |              |
| アッパー・ウエスト・サイド |             | 8    | 西59丁目 / 船ターミナル（北行き）                                                                |              |
| アッパー・ウエスト・サイド | 8.51        |      | 西72丁目                                                                                         |              |
| アッパー・ウエスト・サイド | 8.51        |      | ヘンリー・ハドソン・パークウェイ                                                                 | 72丁目より北 |